# Шелухово
Шелу́хово — деревня в Шиловском районе Рязанской области в составе Мосоловского сельского поселения.

## Географическое положение
Деревня Шелухово расположена на Окско-Донской равнине на правом берегу реки Непложа в 22 км к юго-западу от пгт Шилово. Расстояние от деревни до районного центра Шилово по автодороге — 27 км.
Ближайшие населенные пункты — село Мосолово, деревни Фролово и Заполье.

## Население
По данным переписи населения 2010 г. в деревне Шелухово постоянно проживает 135 чел. (в 1992 г. — 159 чел.).

## Происхождение названия
Происхождение названия населенного пункта на сегодняшний день неизвестно. Вероятнее всего, в его основе лежит фамилия или прозвище первопоселенца либо владельца. Но документов, подтверждающих эту версию, найти пока не удалось.

## История
Развитие деревни Шелухово началось с 1890-х гг. в связи со строительством Рязанско-Сызранской железной дороги и открытием железнодорожной станции «Шелухово». К 1891 г., по данным И. В. Добролюбова, деревня Шелухово, Булатово тож, относилась к приходу Успенской церкви села Мосолово, и в ней насчитывалось 56 дворов.
Летом 1941 г., во время Великой Отечественной войны, в деревне Шелухово была создана комсомольская рота: 150 комсомольцев занимались военным делом, изучали оружие.

## Транспорт
Вдоль северной окраины деревни Шелухово проходит автомобильная дорога федерального значения М-5 «Урал»: Москва — Рязань — Пенза — Самара — Уфа — Челябинск. В непосредственной близости от деревни в соседнем селе Мосолово находится станция Шелухово железнодорожной линии Рязань — Пичкиряево Московской железной дороги.